# Szörény (Ungheria)
Szörény è un comune dell'Ungheria di 71 abitanti (dati 2008) situato nella contea di Baranya, regione Transdanubio Meridionale.